# Ang Thong (provincie)
Ang Thong is een Thaise provincie in het centrale gedeelte van Thailand. In december 2002 had de provincie 290.423 inwoners, het is daarmee de 67e provincie qua bevolking in Thailand. De oppervlakte bedraagt 968,4 km², Ang Thong is daarmee de 71e provincie qua omvang in Thailand. De provincie ligt op ongeveer 105 kilometer van Bangkok. Ang Thong grenst aan Singburi, Lopburi, Saraburi, Ayutthaya en Suphanburi.

## Provinciale symbolen
|  | Het provinciale zegel van Ang Thong toont rijsthalmen in een kom water, het symbool voor de vruchtbaarheid van de rijstakkers. Ang Thong is een van de grootste rijstproducenten van het land. De provinciale boom is Diospyros malabarica. |

## Politiek

### Bestuurlijke indeling
De provincie is onderverdeeld in 7 districten (Amphoe), die weer onderverdeeld zijn in 81 gemeenten (tambon) en 513 dorpen (moobaan).
| Amphoe 1. Mueang Ang Thong 2. Chaiyo 3. Pa Mok 4. Pho Thong 5. Sawaeng Ha 6. Wiset Chai Chan 7. Samko |